# Die Geschichte des grauen Hauses 1 - Episode: Der Mord aus verschmähter Liebe
Die Geschichte des grauen Hauses 1 - Episode: Der Mord aus verschmähter Liebe è un film muto del 1921 prodotto e diretto da Erik Lund

## Produzione
Il film fu prodotto dalla Delta-Film GmbH (Berlin).

## Distribuzione
Uscì nelle sale cinematografiche tedesche con il visto di censura del 13 settembre 1921.